# Княжество Анхалт-Цербст
Княжество Анхалт-Цербст (на немски: Fürstentum Anhalt-Zerbst) е историческа територия на Свещената Римска империя в Германия.

## История
Княжеството Анхалт-Цербст се създава през 1252 г. след разделяния на наследството на Асканите.
Множеството странични клонове в Анхалт през 1570 г. са обединени от управлението на Анхалт-Десау в обединено Княжество Анхалт. През 1603 г. следва наследствена подялба, която води до образуването на множество малки държави. Това са: Анхалт-Цербст, Анхалт-Десау, Анхалт-Кьотен, Анхалт-Бернбург и Анхалт-Пльотцкау. Столицата на князете от Анхалт-Цербст е град Цербст. Владетели са князете от Анхалт-Цербст от род Аскани.
Първият княз на Анхалт-Цербст от 1252 г. e Зигфрид I (1230 – 1298), третият син на княз Хайнрих I фон Анхалт (1170 – 1252) и внук на Бернхард III (1140 – 1212), херцог на Саксония и граф на Анхалт (Аскания).
През 1606 г. Рудолф (1576 – 1621), петият син на княз Йоахим Ернст фон Анхалт (1536 – 1586) от втория му брак, получава при подялбата Анхалт-Цербст и поправя дворец Цербст (славянски воден замък от 1196 г.).
През 1667 г. князете наследяват Господство Йевер във Фризия. През 1793 г. линията Анхалт-Цербст изчезва по мъжка линия със смъртта на княз Фридрих Август (1734 – 1793). Княжеството е поделено между Анхалт-Бернбург, Анхалт-Кьотен и Анхалт-Десау. Господството Йевер е наследено от сестра му София Фредерика Августа, която е като Екатерина II императрица на Русия. Тя поставя вдовицата на брат си Фридерика Августа фон Анхалт-Бернбург (1744 – 1827), като руски императорски щатхалтер, която управлява Йевер до 1806 г.
През 1797 г. земята на Анхалт-Цербст е разпределена на останалите още линии Анхалт-Десау, Анхалт-Кьотен и Анхалт-Бернбург. Град Цербст попада чрез жребий на 28 декември 1797 г. на княз Леополд Фридрих Франц фон Анхалт-Десау (1740 – 1817), от 1758 г. княз и от 1807 г. херцог на Анхалт-Десау.

- Княжеството Анхалт 1710 г.
- Дворец Цербст